# Tlumpu
Tlumpu is een bestuurslaag in het regentschap Blitar van de provincie Oost-Java, Indonesië. Tlumpu telt 3239 inwoners (volkstelling 2010).